# Bliny

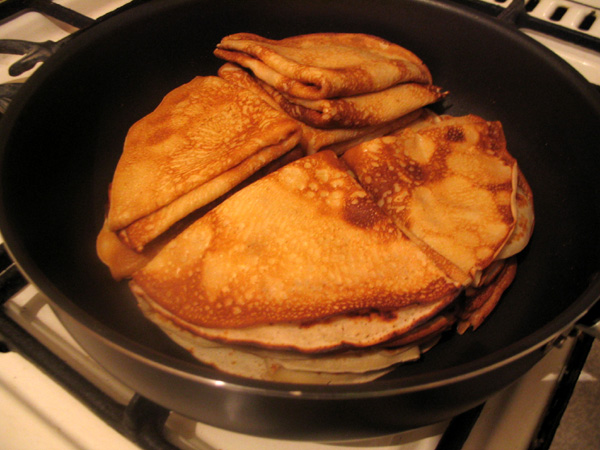
Bliny

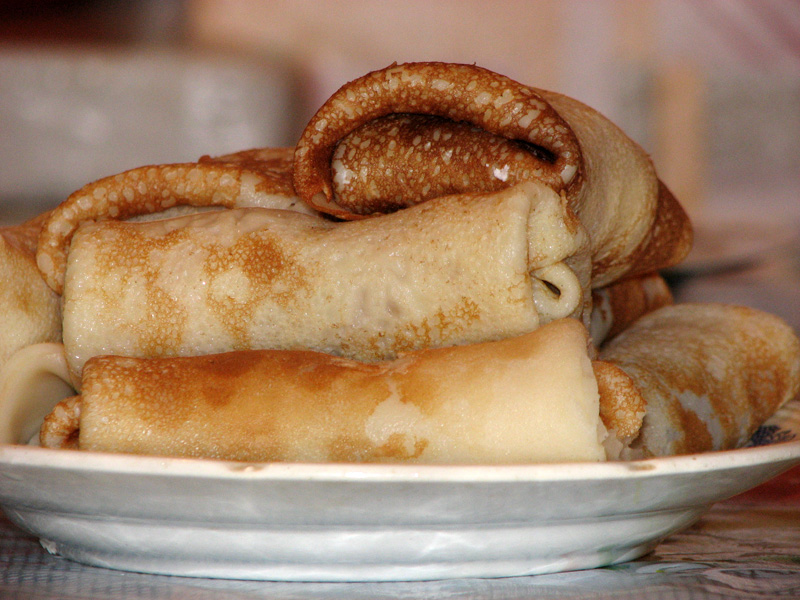
Gefüllte Bliny

Bliný ([bliˈnɨ], endbetont, russisch блины, eigentlich Plural, Singular ist blin, блинⓘ), (west)europäisiert auch Blini, sind eine aus Osteuropa stammende Art des Pfannkuchens. Sie werden in Form dünner Fladen zubereitet, warm und teilweise eingerollt mit unterschiedlichsten Füllungen und Aufstrichen gegessen. Der typische Aufstrich in Russland ist Butter. Weitere häufige Beilagen sind Quark, Hackfleisch, gesalzener geräucherter Fisch (Hering, Sprotten, Sardinen, Lachs) oder Kaviar. Zum Tee werden sie mit saurer Sahne, Konfitüre, Honig, Käse oder gezuckerter Kondensmilch gereicht. – Siehe auch Plinse.

## Zubereitung
Der Teig für echte russische Bliny wird mit Hefe, Mehl oder Grieß und Wasser angesetzt und vorwiegend ohne Süßmittel oder süße Beilage oder Füllung zubereitet. Nach dem Gehen kann zur Verbesserung des Geschmacks Speiseöl, heiße Milch, Schlagsahne oder Eischnee hinzugefügt werden, wobei der Teig dann noch ein zweites Mal geht. Historische Bliny bestanden überwiegend aus Buchweizenmehl.
Pfannkuchen aus Teig ohne Hefe, aber dafür auf Milchbasis und eventuell mit Zucker und mit süßer Füllung, nennt man hingegen Блинчики (blinčiki).
Die Eierkuchen werden in speziellen kleinen gusseisernen henkellosen Bliny-Pfannen gebacken und sind nur wenige Millimeter dick. Die Pfanne wird dabei mit einer in Speiseöl getunkten Zwiebelbürste (auf eine Gabel gespießte Zwiebelhälfte) vor jedem neuen Pfannkuchen leicht eingefettet. Der Teig soll aus einer portionsgerechten Holzkelle in die Pfanne gegossen werden. Die fertigen Bliny werden sofort mit Butter bestrichen und aufeinander gestapelt. Bei einer traditionellen russischen Mahlzeit werden Bliny nach den kalten Sakuski (deutsch: Imbiss oder Häppchen) serviert, vor der Suppe.

## Etymologie und Wortgebrauch
„Bliny (Plinsen) gehören zu den ältesten Gerichten, die bereits vor dem 9. Jahrhundert in heidnischer Zeit in der russischen Küche bekannt waren. Das Wort „blin“ heißt eigentlich „mlin“ (von dem Verb „molet“-mahlen. .. Das ist wohl das sparsamste Mehlgericht, für das ein Minimum an Mehl bei einem Maximum an Flüssigkeit (Wasser, Milch) erforderlich ist, da für Bliny ein ganz dünner Teig gebraucht wird.“

Das russische Wort блины (bliný) ist Plural von блин (blin) und geht zurück auf altrussisches млинъ/блинъ (mlin/blin) „Eierkuchen“. Das Wort ist vermutlich an das Verb молоть (molot) „mahlen“ anzuschließen. Ein anderer Ansatz führt es auf einen rekonstruierten Stamm *бълинъ „Aufgeschwollenes“ zurück, der mit dem germanischen Wort Beule in Verbindung stehen könnte. Im Ukrainischen heißen Eierkuchen noch heute млинці (mlynci, mit Wortbildungssuffix -ec). Der in Deutschland verbreitete Ausdruck „Plinse“ für Eierkuchen wurde bereits vor dem 16. Jahrhundert aus dem obersorbischen plinc entlehnt.
Außerhalb Russlands wird das Wort Bliny oft für verschiedene Gerichte verwendet, die der Form nach an Bliny erinnern. Hierbei kann es auch zu Bedeutungsverengungen kommen, etwa dass damit nur diejenigen russische Eierkuchen bezeichnet werden sollen, die sich von den einheimischen unterscheiden. Auf Russisch ist das Wort Bliny jedoch ein allgemeiner Terminus für jegliche Art dünner und großer Eierkuchen. Häufig wird im Westen der Ausdruck Bliny auch fälschlich für kleine, dickere Eierkuchen angewendet, die auf Russisch eigentlich оладьи (olad'i) genannt werden. In den USA, wohin sie durch jüdische Einwanderer gekommen sind, bezeichnet man sie mit dem aus dem Jiddischen stammenden Wort blintz (vgl. jiddisch בלינצע blintze), das über das deutsche Plinse auf das obersorbische Wort plinc zurückgeht.
Im Russischen ist blin außerdem ein Hüllwort für einen allgemeinen Verdammungsfluch („Mist!“), um das vulgäre блядь (bljad, „Hure“), eines der Schlüsselwörter des russischen mat, zu vermeiden, vergleichbar mit dem deutschen Scheibenkleister.

## Verbreitung

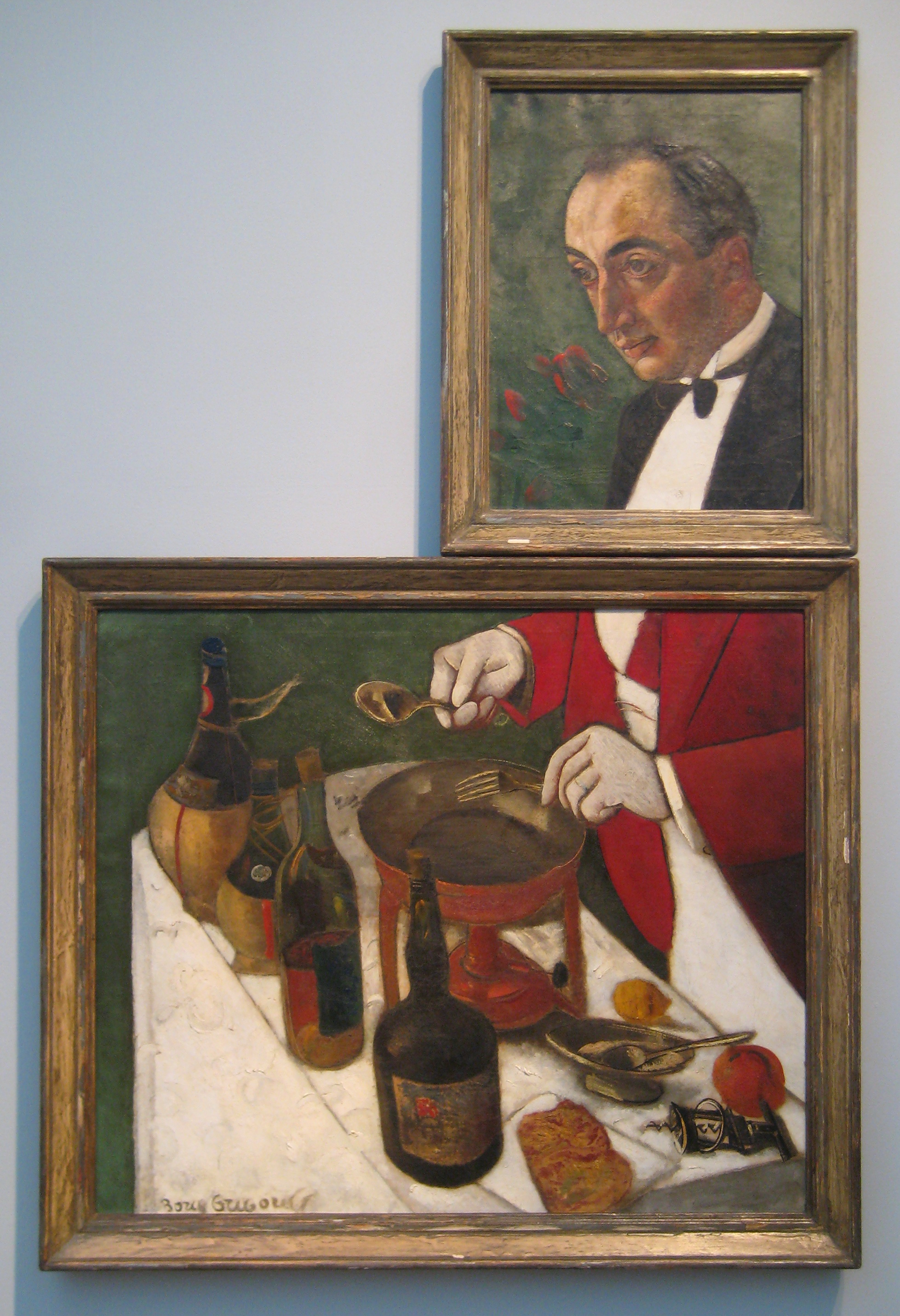
Zubereitung von Bliny von Boris Grigorjew (etwa 1925)

Bliny hatten angeblich eine gewisse rituelle Bedeutung bei den alten Slawen in der vorchristlichen Zeit, da sie dank ihrer runden Form ein Sonnensymbol waren.
Seit dem Mittelalter werden sie in Russland am Ende des Winters zur Masleniza (Butterwoche) gebacken, um symbolisch die Wiedergeburt der Sonne zu feiern, vor Beginn der Fastenzeit. Sie wurden in dieser Woche früher auch von Straßenverkäufern angeboten. Diese Tradition wurde von der russisch-orthodoxen Kirche übernommen und wird bis heute gepflegt. Weitere Anlässe für Bliny-Mahlzeiten waren die rituellen Gedenktage für die Toten, die drei Mal im Jahr stattfanden. Auch bei Beerdigungen wurden Bliny als Speise für die Gäste zubereitet.
Ähnliche Teigspeisen sind in ganz Ost- und Südosteuropa verbreitet, werden aber nur gelegentlich auch aus Buchweizenmehl hergestellt. Polnische Pfannkuchen heißen Naleśniki, wenn sie ohne Hefe zubereitet werden, und Racuchy, wenn es sich um Hefepfannkuchen handelt. In Österreich nennt man sie Palatschinken, in Tschechien Palačinky, in Ungarn Palacsinta. Durch die russischen (vor allem jüdischen) Immigranten sind Buchweizenpfannkuchen auch in den USA bekannt geworden.

## Bliny in der russischen Literatur
- In der Erzählung Der dumme Franzose (russisch Глупый француз)[7] von Tschechow wird die für einen Franzosen befremdliche, typisch russische Eigenschaft beschrieben, eine große Menge Bliny auf einmal zu vertilgen.
- In der Erzählung Der eiserne Wille (russisch Железная воля)[8] von Leskow, die die tragikomödischen Abenteuer des Deutschen Hugo Pektoralis in Russland schildert, stirbt der Protagonist schließlich, indem er an einem Bliny erstickt.

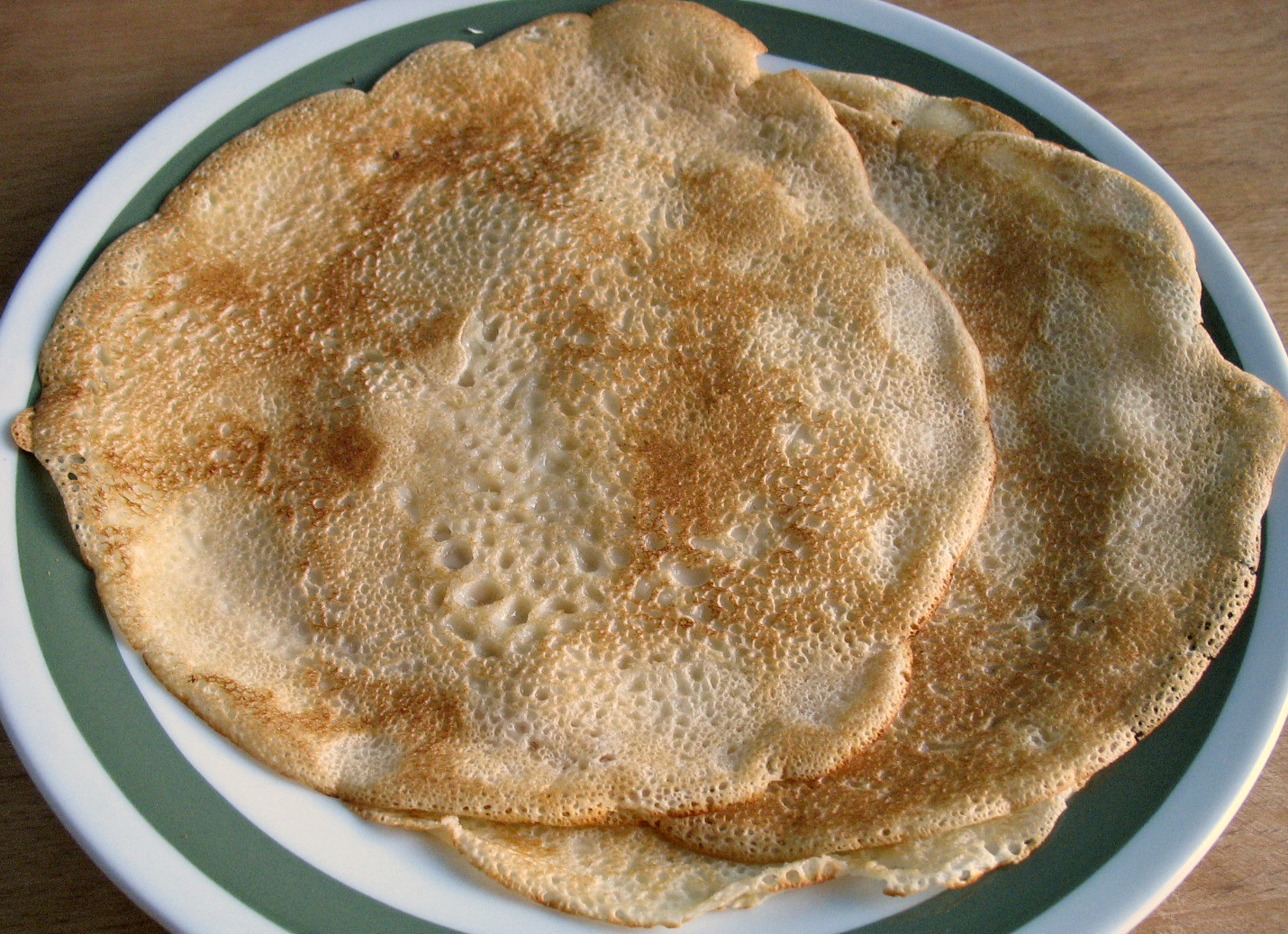
Litauische Blynai mit typischen Löchern

- In Nimmerklugs Reise zum Mond (russisch Незнайка на Луне) von N. N. Nossow erklärt Immerklug die Entstehung der Mondkrater am Beispiel der Löcher in Bliny.